# Mariam Mkrtchyan
Mariam Mkrtchyan (arménien : Մարիամ Մկրտչյան), est une joueuse d'échecs arménienne née le 27 février 2004 à Erevan. Elle a le titre de maître international féminin (MIF) depuis 2022.
Au 1er octobre 2022, elle est la 78e joueuse mondiale avec un classement Elo de 2 374 points.

## Biographie et carrière
Anna Sargsian remporte le Championnat d'Arménie d'échecs avec 7 points sur 9 en janvier 2022.
Elle représente l'Arménie lors de l'Olympiade d'échecs de 2022, marquant 6 points sur 7 à l'échiquier de réserve (remplaçante) ; l'Arménie finit douzième de la compétition.
En septembre 2022, elle marque 6,5 points sur 11 au championnat d'Europe d'échecs individuel féminin et remporte le championnat du monde des moins de 18 ans avec 11 points sur 11.